# Championnat d'Ouzbékistan de hockey sur glace
Le championnat d'Ouzbékistan de hockey sur glace est le premier niveau de hockey sur glace en Ouzbékistan.

## Historique
Dans le but de faire revivre le hockey sur glace en Ouzbékistan, plusieurs vétérans du HK Binokor Tachkent décident de réintroduire une compétition dans la capitale Tachkent. Ceci mène à une première édition du championnat en février 2013. Quatre équipes originales prennent part à la compétition: l'Akuly, le Bars, le Bely Medvedi et le Binokor. Le championnat ne dispute que deux matchs par formations durant cette saison originale. Après cinq ans de silence, la ligue renait en février 2019. Cette nouvelle est accompagnée par l'annonce d'une édition des KHL World Game à Tachkent dans le nouveau Humo Arena. La recréation du championnat est fait dans le contexte d'une demande d'admission de l'Ouzbékistan à l'IIHF.

## Équipes
- HK Binokor Tachkent
- Feniks Tachkent
- Lions Tachkent
- Sherdor Samarcande
- Tachkent Select

### Anciennes équipes
- Akuly Tachkent (2013)
- Bars Tachkent (2013)
- Bely Medvedi Tachkent (2013)
- Humo Tachkent (2019)
- HK Tachkent (2019)
- Semurg Tachkent (2019-2023)
- MVSK Tachkent (2024)

## Palmarès
| Année     | Champion        | Finaliste           | Meilleur pointeur         |
| --------- | --------------- | ------------------- | ------------------------- |
| 2013      | Bars Tachkent   | HK Binokor Tachkent |                           |
| 2019      | Semurg Tachkent | HK Binokor Tachkent | Pavel Sedov (Humo)        |
| 2022-2023 | Feniks Tachkent | HK Binokor Tachkent |                           |
| 2023-2024 | Tashkent Select | Feniks Tachkent     | Dmitrii Dolmatov (Feniks) |